# 魔界屋リリー
『魔界屋リリー』（まかいやリリー）は、高山栄子作の児童文学。イラストは小笠原智史が担当。フォア文庫（金の星社）より全21巻刊行されている。

## 概要
魔界人を見ることができる少女、野山ゆり（通称リリー）が活躍するファンタジー小説シリーズ。
金の星社から、Ⅰ～Ⅳ期併せ20巻、さらにキャラクター人気投票で1位になったジョー・ウルフが主役のSPを併せ全21巻刊行。フォア文庫による整理番号では「B 小学校中・高学年向き」であるとされている。

## ストーリー
野山ゆり（リリー）は元気いっぱいな小学四年生の女の子。彼女には生まれつき他の子供にはない特別な力「魔界能力」があった。ある日、不思議なお店「魔界屋」を発見したことで、リリーは魔界人に纏わる数々の大冒険に巻き込まれていくことになる。

## 登場人物

### 主要人物
野山 ゆり（のやま ゆり）
本作の主人公。小学四年生、10歳。小柄だが好奇心旺盛で負けん気の強い少女。親しい人たちからは「リリー」と呼ばれている。
魔界人を見ることができる「魔界能力」の持ち主。ローズによって新しい魔界屋の主に選ばれる。のちに「魔界霊力」に目覚め、時間と空間を超える能力を得る。
シングルマザーの母親と二人暮らし。カメラマンだった父親は、リリーが幼いころ他界したとされている（詳細は、野山スグルを参照）。同じマンションに暮らす神崎ランとは幼稚園からの幼馴染でライバル関係。
学校の成績はあまり芳しくない。誰に対しても物怖じしない性格であるため、担任のヤマセンや後任の黒井からはたびたび問題児扱いされているが、根は優しく仲間思いである。
魔法使いグリーンや狼男ジョーに好意を抱いている。しかしグリーンを巡って親友のマリーと争うつもりはないらしい。
やがてジョーと相思相愛の関係になるが、未来の世界で遭遇した娘にジョーの面影は見られなかった。
ローズ
世界中で魔界屋を経営する女店主。ショッピングと旅行とパーティーが趣味。かなりの派手好き。
マリー・クリーム
血液恐怖症のバンパイア少女。リリーの大親友。母親が人間であるため、純血のバンパイアではなくハーフブラッドである。
バンパイア試験に失敗した罰で、教師のブラックに魔術をかけられ薔薇に姿を変えていた。しかしそれを自らの力で破ったことで、魔界の落第生から人間界の留学生に立場を一転させる。
魔法使いグリーンに好意を抱いている。狼少年ジョーとは何かと対立しがち。
ジョー・ウルフ
魔界のヒーローになることを夢見る、人食い狼族の少年。父であり一族の長であるダーク・ウルフに反目する放蕩息子。
口の軽いお調子者だが、正義感は人一倍強く、人食いを生業とする一族をひどく嫌悪している。それ故、「変身術」が得意でありながら、決して狼に変身することはなかった（ただし犬には変身する）。
リリーを父ダークの魔の手から救うため、「人食い狼」ではなく「魂食い狼」になることを選択。それ以降はたびたび狼にも変身するようになる。変身後の姿は青い瞳の大きな銀狼。背中から翼を出して空を飛ぶこともできる。
父を魔界牢送りにしてからは、密入界で異界をさまよう日々だったが、8巻で正式に「異界パスポート」となる羽つき帽子を与えられた。
リリーとは相思相愛の仲。公然とリリーのことを「オレの女」と呼ぶ。
グリーン
魔法使いのクールな美少年。魔界屋の番猫「ノアール」の正体。
幼児期に妹のピンクとともに魔界学校に保護され、そこで育てられる。かつて魔海の上空に存在した魔法使いの国出身だが、長らく過去の記憶を封じられていたため、本人は生まれてすぐ両親に捨てられたものだと思い込んでいた。
バンパイアのマリーとは相思相愛の関係で、リリーが魔界霊術で未来の魔界屋にタイムスリップした際には、彼らの子供と思しき少年に遭遇した。
ピンク
フランス人形のような容姿の天才魔女。グリーンの妹。消息不明になった兄を追って魔界屋にやってくる。
見かけによらず極めて強大な魔力を秘めており、彼女を本気で怒らせると未曾有の大厄災を引き起こすことになる。また、ジョーが呆れるほどの大食い。
神崎 ラン（かんざき ラン）
リリーの幼馴染にして天敵。その正体は、120年前に魔界を追放されたクモ女ランダ。
おかあさん
リリーの母親。バリバリのキャリアウーマン。普通の人間であるため、魔界人を見ることはできない（一部例外はあり）。

### 異世界の住人

#### 魔界学校
テルミン
魔界学校の校長。白いマントを羽織った優しい老人。戦闘時は巨大な白い鬼竜に変身する。
ブラック
魔界学校の教頭。本性は巨大な蝙蝠。人間界の警備と魔界人の監視のため、「人間変身術」で姿を変え、リリーの学校の教師を兼任している。人間界での名は黒井先生。
ダリア
魔界学校の生徒。リリーのファンだと称する蛇女の少女。
ソルト
魔界学校の生徒。発明好きのミイラ（白）でペッパーの双子の兄。
ペッパー
魔界学校の生徒。発明好きのミイラ（黒）でソルトの双子の弟。

#### 人食い狼族
ダーク・ウルフ
魔界の暴君。ジョーの父親でウルフ一族の長。リリーを食らおうと執拗に襲い掛かるが、敗北。その後、魔界牢に繋がれるも悪魔と契約を交わして脱獄。再びリリーに迫るが、「魂食い狼」となった息子のジョーに倒される。
カール・ウルフ
ジョーの叔父。ダークの実弟。普段はヨボヨボの老人のような姿。
ダン・ウルフ
ジョーの兄。無口で無愛想な黒髪の青年。黒狼に姿を変えることができる。
ロイ・ウルフ
ジョーの弟。サラサラの金髪で色白のほっそりとした少年。金狼に姿を変えることができる。

#### 吸血鬼族
ビター・クリーム
マリーの父親。妻のサクラを事故で亡くしてからずっと城の奥で「喪の眠り」についていた。
ガーベラ
マリーの伯母。かつては妹のカトレアとともに絶世の美女バンパイアと謳われたが、魔界火山を所有する大富豪と結婚してから、お屋敷での奥様生活ですっかり太ってしまい、かつての面影は残っていない。かなりの怪力で思い込みの激しい性格。
カトレア
美しく優しいマリーの叔母。月界のヤマ・セーンと恋に落ち、彼のもとへ嫁いで行った。
プラム
バンパイア城のメイド。小さなおばあさん。
ブラッド
マリーの婚約者として城にやって来たバンパイア少年。カトレアの夫の遠縁。粗野な性格だが根は優しい。蝙蝠が大好物。

#### 魔界霊国
レイヤ
霊術に失敗して自分の姿を消したまま100年間迷子になっていた魔界霊。魔界屋でリリーに助けられ、魔界霊国に帰ることができた。
アザミ
霊鬼の少女。
アロエ
霊鬼の少女。
リラ
レイヤの幼馴染。娘がひとりいる。最近ホテル経営を始めた。
マッハ
リラの夫。国外で新事業を始めるため、旅行会社を設立した。
カンナ
リラとマッハの娘。

#### 氷極
ケン
氷極で暮らす巨体の少年。顔や身体に大きな傷跡が無数にある。氷極の番人。
ブーケ
氷極の案内人を務める少女。

#### 雪の王国
スノー
髪も顔も服もブーツも、雪のように真っ白な美少女。雪の精のプリンセス。

#### 魔海
バイオレット
魔海の元人魚。グリーンに会うために人魚の姿を捨て人間の脚を手に入れた。自身の願いを叶えてくれる真珠のペンダントを所持している。
グレー
グリーンとピンクの父親。魔海に落下した際にバイオレットの魔法で妻のブルーとともに一対のサンゴに生まれ変わった。
ブルー
グリーンとピンクの母親。

#### 月界
ヤマ・セーン
月界学校の天使クラスの教師。かつては人間界にきた悪魔祓いでリリーの担任。バンパイアのカトレアと恋に落ちる。
モナミ
金髪おかっぱの少女天使。
サヴァ
巻き毛の少年天使。快活な性格。

#### 魔天界
野山 スグル（のやま スグル）
リリーの父親。人間界での職業はカメラマン。リリーが幼いころ仕事中の事故で死亡したとされていたが、実際はリリーの魂を悪魔から守るために戦い、逆に悪魔に魂を捕らえられていた。魔界王クーが悪魔を倒したことで、新しく開かれた世界（魔天界）でよみがえりを果たす。クーから天の魔力を受け継ぎ、新しい魔界王となる。
サクラ
マリーの母親。人間界に里帰りした日に交通事故に遭い死亡した。現在は魔天界で夫や娘と再会する日を待ち続けている。

#### 悲恐谷
バニラ
うさぎ耳の可愛らしい少女。昔、ダーク・ウルフの餌食になるところをマミー・ウルフに救われた。変身術が苦手で、何に変身しても耳が長くなってしまう。その正体は、魔界で最強と謳われる生物「魔界ザウルス」の子供。
リチャード王子（リチャードおうじ）
魔界虫の王子。魔界中にネットワークを張り巡らせ、日々情報収集をしている。勇猛果敢な性格。
マミー・ウルフ
ジョーたち「ウルフ三兄弟」の母親。ダーク・ウルフの妻。一族の間では長らく死亡したことにされていたが、事実は「マミー反逆事件」を引き起こして屋敷を追放されていた。
昔は色が白くか弱い細身の美女だったが、長年に及ぶ悲恐谷でのサバイバル生活で、現在は女子プロレスラーのように筋骨隆々な女性に変貌を遂げている（一応、以前の姿に戻ることはできる）。
悲恐谷でバニラを育てながら、生き別れになった息子たちのことを思い続けていた。

#### 戦力時代の魔物
エンマ
火の魔物。「魔炎」の使い手で、姿は小柄な少女。魔界の戦力時代の生き残り。魔物の箱に封じられていたが、リリーによって解放される。
クー
天の魔物。魔界の歴史上最強の魔力をもつ伝説の存在。かつて闇の魔物を倒し、それ以来「魔界王」と呼ばれ人々から恐れられた。その姿は金色の髪の天使のような少年。
悪魔
リリーの魂を狙う存在。もと闇の魔物。はるか昔、光の魔物・クーと戦い、肉体を失ったことで、怨念だけが渦巻く姿となった。

#### その他
スター
魔界星の占い師。何千億年も魔界の空を見守り、いざというときに予言を届けにくる。金白色に光り輝く、神々しい少女。
キク
麗女界に暮らす美しい女性。もとは魔界能力をもつ人間。姉のサクラやバンパイアのビターとともに異世界に飛び出し、麗女界にとどまった。うるわしの木の実の影響で、本来の容姿は失われているものの、姉のサクラとは魔界能力を行使して交流を続けている。

## 用語
魔界能力（まかいのうりょく）
魔界人を見ることができる能力。また、この能力を行使することで、離れた場所にいても魔界人に心の声を届けることができる。
魔界霊力（まかいれいりょく）
物に込められた思いを感じとる能力。時間や空間を乗り越えてゆきたい場所へ移動できる力。
魔界ロード（まかいロード）
魔界高速通信道。魔界と人間界をつなぐ通路。中を流れる魔界気流に乗って、魔界から人間界各地の魔界屋へ一瞬で行き来できる。普通の人間には見えないし、触れない。
魔界パスポート（まかいパスポート）
異界へ自由に出入りするための許可証。ジョーが被っている羽帽子がそれ。
飛光星（ひこうせい）
暗い宇宙界を光で照らす、星の精霊。十万年の一生を終えると、流れて消えながら卵を産み落とす。

## 作品リスト
初版発行日とISBNコードは、フォア文庫版 / 愛蔵版 の順に記載。
| 巻数 | サブタイトル                   | 初版発行日              | ISBN                                            |
| ---- | ------------------------------ | ----------------------- | ----------------------------------------------- |
| 1    | バラの吸血美少女               | 2006年1月 / 2010年1月   | ISBN 978-4-323-09044-3 / ISBN 978-4-323-05051-5 |
| 2    | 青い瞳の人食いウルフ           | 2006年7月 / 2010年1月   | ISBN 978-4-323-09048-1 / ISBN 978-4-323-05052-2 |
| 3    | 小さな天才魔女                 | 2006年11月 / 2010年1月  | ISBN 978-4-323-09051-1 / ISBN 978-4-323-05053-9 |
| 4    | 伝説の“魔界発明”               | 2007年3月 / 2010年1月   | ISBN 978-4-323-09054-2 / ISBN 978-4-323-05054-6 |
| 5    | 毒ヘビ少女の魔術               | 2007年7月 / 2010年1月   | ISBN 978-4-323-09056-6 / ISBN 978-4-323-05055-3 |
| 6    | 恋におちたバンパイア           | 2007年11月 / 2011年1月  | ISBN 978-4-323-09058-0 / ISBN 978-4-323-05056-0 |
| 7    | 金色の目の占い師               | 2008年3月 / 2011年1月   | ISBN 978-4-323-09061-0 / ISBN 978-4-323-05057-7 |
| 8    | 恋するウルフ宿命の対決         | 2008年7月 / 2011年1月   | ISBN 978-4-323-09063-4 / ISBN 978-4-323-05058-4 |
| 9    | 魔界プリンスの誘惑             | 2008年10月 / 2011年1月  | ISBN 978-4-323-09065-8 / ISBN 978-4-323-05059-1 |
| 10   | 魔界屋炎上! 最後の魔界能力     | 2009年2月 / 2011年1月   | ISBN 978-4-323-09067-2 / ISBN 978-4-323-05060-7 |
| 11   | めざめた魔界霊力               | 2009年6月 / 2011年12月  | ISBN 978-4-323-09069-6 / ISBN 978-4-323-05061-4 |
| 12   | キズだらけの逃亡者(モンスター) | 2009年10月 / 2011年12月 | ISBN 978-4-323-09072-6 / ISBN 978-4-323-05062-1 |
| 13   | 白銀のプリンセス               | 2010年2月 / 2011年12月  | ISBN 978-4-323-09074-0 / ISBN 978-4-323-05063-8 |
| 14   | 透明魔界人あらわれる!?         | 2010年6月 / 2011年12月  | ISBN 978-4-323-09076-4 / ISBN 978-4-323-05064-5 |
| 15   | 魔海人魚の恋魔術               | 2010年10月 / 2011年12月 | ISBN 978-4-323-09079-5 / ISBN 978-4-323-05065-2 |
| 16   | 月界の天使(エンジェル)パワー   | 2011年2月 / 2013年2月   | ISBN 978-4-323-09081-8 / ISBN 978-4-323-05066-9 |
| 17   | 恐怖の魔界霊国ツアー           | 2011年6月 / 2013年3月   | ISBN 978-4-323-09083-2 / ISBN 978-4-323-05067-6 |
| 18   | ねむれる城のバンパイア         | 2011年10月 / 2013年3月  | ISBN 978-4-323-09086-3 / ISBN 978-4-323-05068-3 |
| 19   | 危険な異界ドキドキ初デート     | 2012年4月 / 2013年3月   | ISBN 978-4-323-09088-7 / ISBN 978-4-323-05069-0 |
| SP   | ジョー・ウルフの秘密           | 2012年8月 / 2013年3月   | ISBN 978-4-323-09089-4 / ISBN 978-4-323-05072-0 |
| 20   | 魔界屋崩壊! 最後の戦い         | 2012年12月 / 2013年3月  | ISBN 978-4-323-09092-4 / ISBN 978-4-323-05070-6 |